# هانتاویریدا
هانتاویریدا نام خانواده ای از ویروس‌ها در راستهٔ ویروس‌های بانیا است. این نامگذاری از روی نام رود هانتان در کره جنوبی، جایی که نخستین بار یکی از گونه‌های آن شیوع پیدا کرد، انجام شده‌است.